# 웬츠 에이지
웬츠 에이지(ウエンツ 瑛士, 1985년 10월 8일 - )는 일본의 남자 배우이다. 도쿄도 미타카시 출신. 혈액형 O형.

## 인물
독일계 미국인인 아버지와 일본인 어머니 사이에서 태어났으며, 부모님외에 5살 연상의 형이 한명 있다. 
 거울을 싫어해 살고있는 집의 욕실 세면대 이외의 거울은 모두 버렸다. 
 목 좌측에 있는 상처는 어릴 적 뜨거운 물에 닿아 생긴 화상 자국이다. 
 호칭은 일반적으로 웬츠(ウエンツ), 웬츠군(ウエンツ君)이지만, 동료 고이케 뎃페이나 친구, 팬들에게는 에이쨩(瑛ちゃん)이라고 불린다. 
 싫어하는 음식은 가리비, 어묵의 다시마, 나타데코코, 짬뽕. 
 좋아하는 음식은 우동, 쌀밥, 견과류, 케이크 등. 
 고소공포증이 있다.

## 출연작품

### 드라마
- 救命戦士ナノセイバー(구명전사 나노세이버, 1997년)
- 利家とまつ(토시이에와 마츠, 2002년)
- 探偵家族(탐정가족, 2002년)
- ごくせん(고쿠센 6화, 2002년)
- ライオン先生(라이온선생, 2003년)
- フジ子・ヘミングの軌跡(후지코 훼밍의 궤적, 2003년)
- ああ探偵事務所(아아탐정사무소 3화, 2004년)
- 正しい恋愛のススメ(올바른 연애의 스스메, 2005년)
- 輪舞曲 -RONDO-(윤무곡-RONDO- 1~2화, 2006년)
- きらきら研修医(반짝반짝 연수의, 2007년)
- のだめカンタービレSP in ヨーロッパ(노다메 칸타빌레SP in 유럽, 2008년)

### 영화
- 仮面ライダー THE FIRST(가면라이더 THE FIRST, 2005년)
- ブレイブストーリー(브레이브 스토리, 2006년) - 애니메이션
- 러브★콤플렉스 (2006년) - 카메오 출연
- キャプテントキオ(캡틴 토키오, 2007년)
- ゲゲゲの鬼太郎(게게게노 기타로, 2007년)
- ゲゲゲの鬼太郎 千年呪い歌(게게게노 기타로 천년 저주의 노래, 2008년)

## 같이 보기
- 고이케 뎃페이